# Hubert Niel
Hubert Niel (Saint-Nicolas-de-Redon, 27 aprile 1941 – Allaire, 16 maggio 2022) è stato un ciclista su strada francese, professionista dal 1966 al 1969.

## Carriera
Professionista dal 1965 al 1969, ha vinto il Tour de l'Oise nel 1966. Dopo la carriera ciclistica, è diventato un concessionario di auto a Redon.

## Palmarès

### Strada
- 1966

Tour de l'Oise
- 1969

13ª tappa Giro del Portogallo

## Piazzamenti

### Grandi Giri
- Vuelta a Espana

1967: 62ª